# Die fabelhafte Welt der Amélie
Die fabelhafte Welt der Amélie (Originaltitel: Le fabuleux destin d’Amélie Poulain, dt. Das märchenhafte Schicksal von Amélie Poulain) ist eine französisch-deutsche romantische Filmkomödie von Jean-Pierre Jeunet aus dem Jahr 2001 mit Audrey Tautou in der Titelrolle. Die Filmmusik stammt von Yann Tiersen. Der Film spielte weltweit 140 Millionen US-Dollar ein, davon 33 Millionen in den USA.

## Handlung
Amélie Poulain wird 1974 in einem Vorort von Paris als Tochter eines Militärarztes a. D. und einer Lehrerin geboren. Das Mädchen erhält in seiner Familie nur wenig Zuwendung und von seinem Vater keinen körperlichen Kontakt in Form von Umarmungen oder Liebkosungen. Die einzigen Berührungen für das Kind kommen bei den regelmäßigen ärztlichen Untersuchungen zustande. Dabei schlägt Amélies Herz dann immer wie wild und ihr Vater diagnostiziert fälschlicherweise einen Herzfehler bei ihr. Deshalb lässt man sie nicht auf eine öffentliche Schule gehen; sie wird von ihrer Mutter unterrichtet und hat keinerlei Kontakt zu anderen Kindern. Als Ersatz dafür erfindet sie sich eine eigene Phantasiewelt, in die sie sich mehr und mehr zurückzieht. Bald darauf wird Amélies Mutter vor ihren Augen von einer Touristin erschlagen, die sich von der Kathedrale Notre-Dame zu Tode stürzt. Amélies Vater kommt darüber nicht hinweg. Er zieht sich zurück und verbringt seine Zeit mit dem Bau eines Miniatur-Mausoleums für die Urne mit der Asche seiner Frau. 
Jahre später zieht Amélie als junge Frau aus ihrem Elternhaus aus und arbeitet als Kellnerin im Café des 2 Moulins in Paris. Obwohl ihr Alltag eher grau erscheint, findet sie Freude an den kleinen Dingen des Lebens, wie z. B. Steinchen über den Canal Saint-Martin springen zu lassen, Leute im Kino zu beobachten oder die Kruste von Crème brûlée mit dem Löffel zu knacken. Im Café bestimmen Kollegen und Stammkunden ihren Alltag. Suzanne ist die Cafébesitzerin, Georgette am Tabakstand ist eine hypochondrische Frau und Kollegin Gina bedient mit ihr die Stammgäste. Dies sind u. a. Joseph, Ginas ehemaliger und eifersüchtiger Liebhaber, und der erfolglose Schriftsteller Hipolito.
Während im Fernsehen am 31. August 1997 der Tod von Lady Diana gemeldet wird, erschrickt Amélie im Bad und lässt den kugelförmigen Verschluss einer Kosmetikflasche fallen, welcher wegrollt und eine Badezimmerfliese lockert. Dahinter verbirgt sich ein kleines Kästchen, das die „Schätze“ eines Jungen namens Dominique Bretodeau aus den 1950er-Jahren enthält. Sie fasst den Entschluss, die Schachtel ihrem Eigentümer zurückzubringen und, falls dieser gerührt sein sollte, ihr weiteres Leben damit zu verbringen, anderen Menschen zu helfen. Zunächst befragt sie Madame Wallace, die Concierge ihres Hauses, nach dem Jungen Bretodeau. Diese berichtet beiläufig auch von ihrem vor Jahrzehnten verschollenen Geliebten, der ihr stets Briefe geschrieben hat. Tatsächlich kann Amélie über einige Umwege Dominique Bretodeau ausfindig machen und ihm das Kästchen zukommen lassen, ohne ihn dabei direkt ansprechen zu müssen. Dieser zeigt sich tief bewegt und Amélie findet Gefallen an ihrer neuen Aufgabe. Ihr Vater, den sie gelegentlich per Bahn besucht, wird jedoch immer abwesender und hört ihr kaum noch zu. Auf das Mausoleum setzt er einen großen Gartenzwerg, den seine Frau zeit ihres Lebens nicht ausstehen konnte.
Kurz darauf entwendet Amélie heimlich den Gartenzwerg und übergibt ihn einer Freundin, die als Stewardess arbeitet. Fortan erhält Amélies Vater aus allen Teilen der Welt Fotos seines Gartenzwergs auf Reise. Auf der Bahnreise von ihrem Vater zurück trifft Amélie auf einen Sammler von weggeworfenen Bildern aus Fotoautomaten, Nino Quincampoix. Im Bahnhof Gare de l’Est verliert er ein großes Fotoalbum, das Amélie findet. Noch weiß sie nicht, dass er ihr Seelenverwandter ist. Mit dem im selben Haus wohnenden Maler Raymond Dufayel, der wegen seiner Glasknochen-Krankheit das Leben nie richtig genießen konnte, bespricht sie die diversen Probleme und Begegnungen, während er an dem Gemälde Das Frühstück der Ruderer von Pierre-Auguste Renoir arbeitet. Es stellt sich im Laufe der Geschichte heraus, während sie über ein gedankenverlorenes Mädchen im Bild philosophieren, dass sie fortwährend unbewusst über Amélie und ihre Lebenssituationen in der dritten Person sprechen. Amélie lässt Dufayel gelegentlich Videobänder mit Aufnahmen von ihrem Fernseher zukommen, auf denen Szenen mit ermutigenden Filmsequenzen zu sehen sind. Beide haben sich vorher über die Zeit hinweg ab und zu heimlich beobachtet: Amelie späht in seine Wohnung mit einem Opernglas, Dufayel hat eine Videokamera.
Amélie ärgert sich zudem auch über den herrischen Gemüsehändler Monsieur Collignon, der seinen schüchternen einarmigen Mitarbeiter Lucien schlecht behandelt. Mittels eines nachgemachten Schlüssels, den Lucien vergessen hat, verändert sie kleine Dinge in Collignons Wohnung, um ihn zur Verzweiflung und zur Vernunft zu bringen. Außerdem verkuppelt sie ihre Kollegin Georgette mit Joseph und macht Madame Wallace wieder etwas glücklich, indem sie einen vermeintlich nach Jahrzehnten aufgetauchten Liebesbrief ihres Geliebten fälscht.
Nino Quincampoix hat Suchanzeigen nach dem Album in der Nähe aufgehängt. Amélie fragt zunächst in einem Sex-Shop nach, wo er unter anderem Geld verdient. Eine Kollegin berichtet, dass er auch in einer Geisterbahn als Erschrecker arbeitet. Bei einer Fahrt kommen sich die beiden zum ersten Mal sehr nahe. Unterschwellig wird beiden nach und nach klar, dass sie sich finden müssen. Auf verschiedenen, akribisch ausgetüftelten Wegen lässt sie ihm Nachrichten zukommen. Mittels einer groß angelegten Schnitzeljagd am Montmartre vor der Kirche Sacré-Cœur bringt Amélie, wiederum ohne persönlichen Kontakt, aber immer in Sichtweite, Quincampoix das Fotoalbum zurück. Darin hat sie eine Einladung zu einem Treffen versteckt. Die beiden suchen sich in der Stadt mittels Botschaften und Foto-Schnipseln. Schließlich gelangt Quincampoix ins Café des 2 Moulins, aber Amélie scheitert an ihrer Unsicherheit und scheut den Kontakt. Außerdem scheinen einige ihrer Schicksalsveränderungen gerade nicht zu funktionieren, so streiten sich etwa Georgette und Joseph. Schließlich hat Nino Amélie zuhause ausfindig gemacht und steht vor ihrer Tür, jedoch traut sie sich auch hier nicht, ihn hereinzulassen. Erst nachdem der Maler Dufayel sie zeitgleich mittels einer Videobotschaft davon überzeugt hat, endlich ihr Herz zu öffnen und an ihr eigenes Glück zu glauben, traut sie sich, die Tür zu öffnen und Nino gegenüberzutreten. Und so finden die beiden schließlich zusammen. Zudem wird Amélies Vater durch die vielen Souvenirfotos des Gartenzwergs dazu animiert, selbst auf Reisen zu gehen.

### Besonderheiten
Der Film durchbricht während der fortlaufenden Handlung mehrmals die Vierte Wand, indem Amélie in Großaufnahme in die Kamera schaut und dadurch direkt mit dem Zuschauer kommuniziert.

## Produktion

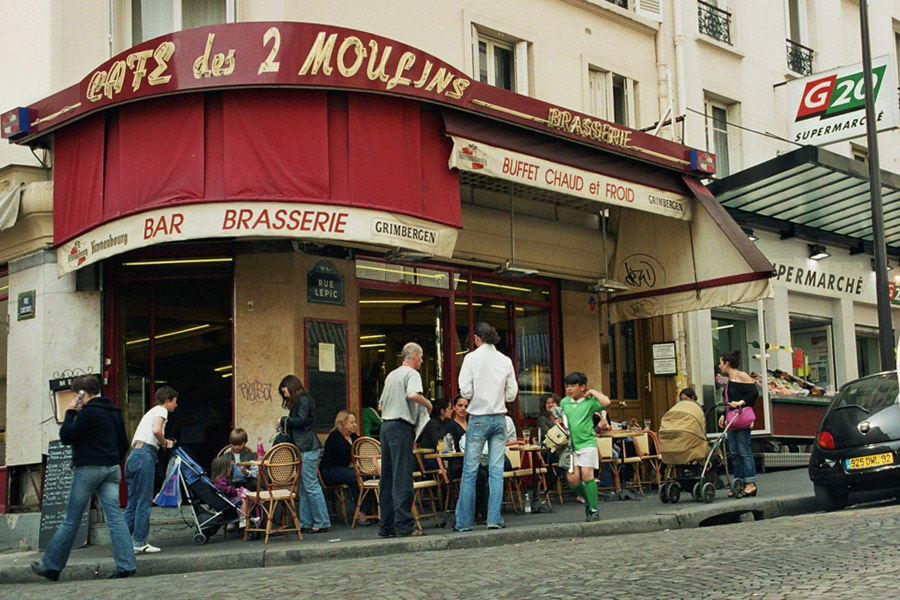
Café des 2 Moulins im Pariser Stadtteil Montmartre (15 Rue Lepic)

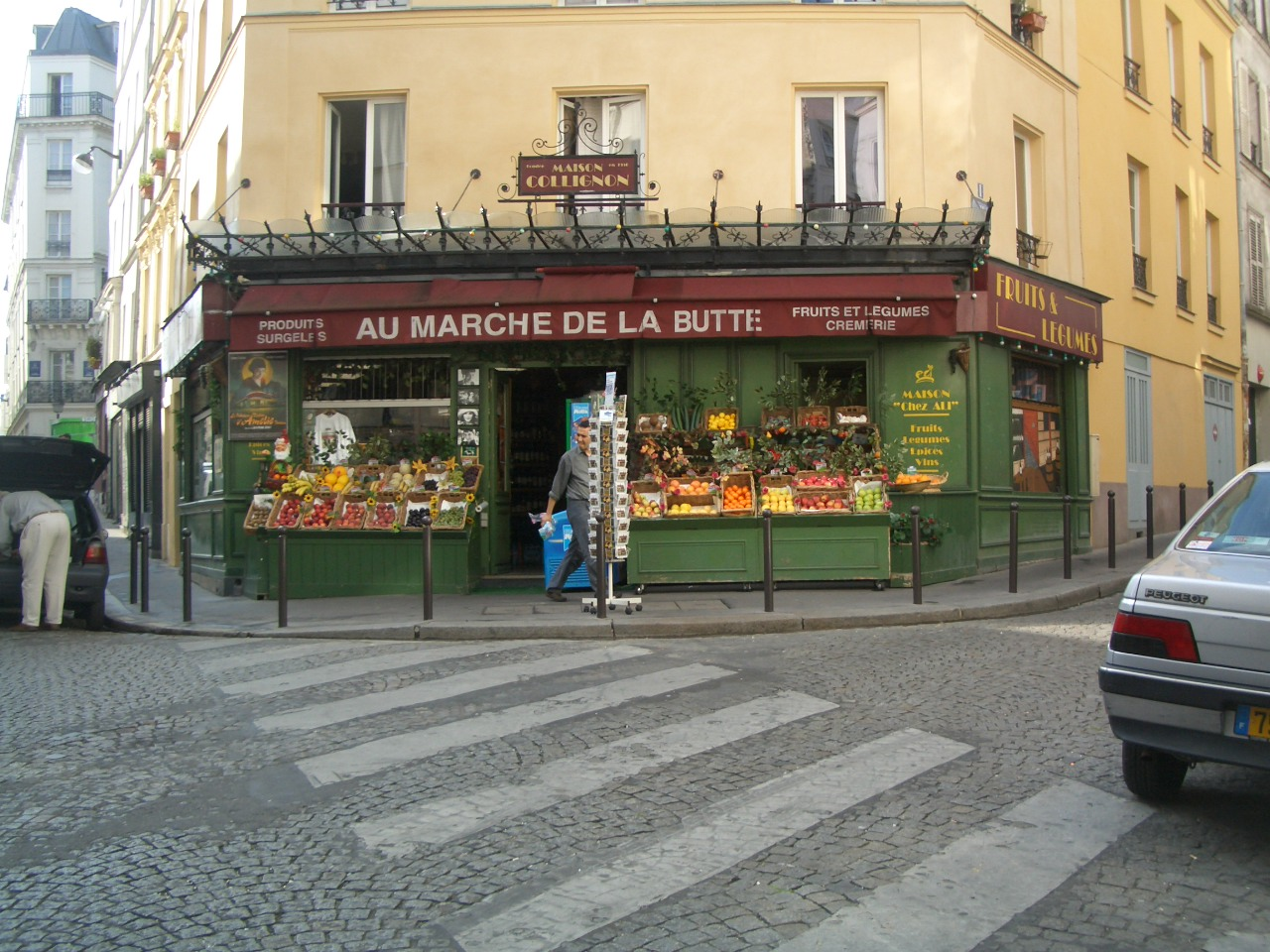
Gemüseladen Au Marché de la Butte von Ali Mdoudhy an der Ecke Rue des Trois Frères/Rue Androuet

### Entstehung und Vorproduktion

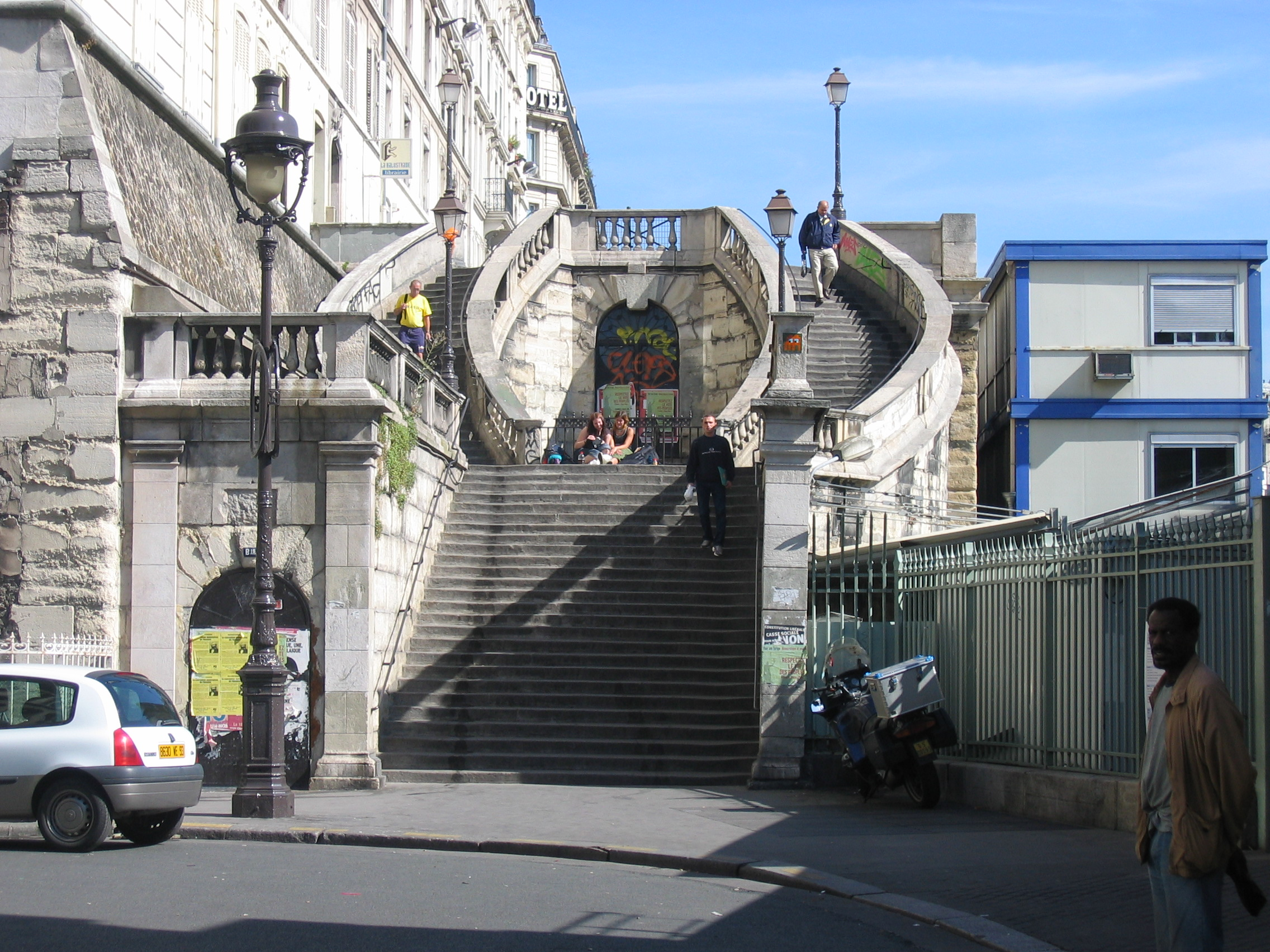
Treppen am Gare de l’Est

Jean-Pierre Jeunet begann 1974 Ideen und Erinnerungen zu notieren, die die Grundlage des Films bilden. Die Idee, Passbilder von Automaten zu sammeln, wurde bereits 1981 von der Berliner Künstlergruppe Die Tödliche Doris im Film Material für die Nachkriegszeit (25 Min.) verwendet. Die Filme bestehen, wie in Die fabelhafte Welt der Amélie, aus nacheinander mit unbewegter Kamera abgefilmten Passbildern, die zum Teil Verfärbungen, Knicke und Abschürfungen aufweisen, zerrissen und teilweise unvollständig wieder zusammengesetzt wurden. Ursprünglich sollte Emily Watson die Rolle der Amélie übernehmen. Da sie jedoch kein Französisch sprach und schon für einen anderen Film unterschrieben hatte, kam diese Zusammenarbeit nicht zustande.

### Dreharbeiten
Gedreht wurde u. a. im Pariser Café des 2 Moulins, im Bahnhof Gare du Nord, außen am Gare de l’Est und an der Kirche Sacré-Cœur, wo später einige Fans des Films Graffiti in Form der blauen Pfeile aus der Szene „Schnitzeljagd“ an die jeweiligen Stellen gesprüht haben. Da der Film finanziell durch die Filmstiftung NRW gefördert wurde, drehte man die Innenaufnahmen des Films im MMC Studio Coloneum in Köln. Der deutsche Maler Michael Sowa steuerte hier einige skurrile Ausstattungsdetails bei. So wurde die Schweinelampe von ihm geschaffen wie auch einige Bilder in Amélies Zimmer, die im Hintergrund zu sehen sind.
Für die TV-Sequenz, die sich in den Untertiteln plötzlich auf Amélies Leben bezieht („Der Einmischungsversuch von Raymond Dufayel ist inakzeptabel. Wenn Amélie lieber in ihrer Traumwelt leben und eine introvertierte junge Frau bleiben will, dann ist das ihr Recht. Denn das Recht auf ein gescheitertes Leben ist unantastbar!“), wurde eine Sequenz aus dem zweiten Teil des vierteiligen sowjetischen Filmepos Blockade (1974) über die Belagerung Leningrads im Zweiten Weltkrieg benutzt.
Das Gemälde, das von der Figur Raymond Dufayel, dem Maler mit der Glasknochen-Krankheit, immer wieder gemalt wird, ist Das Frühstück der Ruderer von Pierre-Auguste Renoir.

### Filmmusik
Ein wiederkehrendes Thema der Filmmusik von Georges Delerue für den Film Jules und Jim von François Truffaut wird von Yann Tiersen in seiner Musik für diesen Film als Hauptthema mehrfach variiert.

## Synchronisation
Für das Dialogbuch und die Dialogregie war Beate Klöckner im Auftrag der Neue Tonfilm zuständig.
| Rolle               | Darsteller              | Synchronsprecher     |
| ------------------- | ----------------------- | -------------------- |
| Erzähler            | André Dussollier        | Peter Fricke         |
| Amélie Poulain      | Audrey Tautou           | Katherina Mai        |
| Nino Quincampoix    | Mathieu Kassovitz       | Philipp Brammer      |
| Raphaël Poulain     | Rufus                   | Leon Rainer          |
| Amandine Poulain    | Lorella Cravotta        | Bettina Redlich      |
| Raymond Dufayel     | Serge Merlin            | Horst Sachtleben     |
| Gina                | Clotilde Mollet         | Claudia Kleiber      |
| Lucien              | Jamel Debbouze          | Florian Halm         |
| Suzanne             | Claire Maurier          | Ilona Grandke        |
| Joseph              | Dominique Pinon         | Dirk Galuba          |
| Georgette           | Isabelle Nanty          | Michele Sterr        |
| Monsieur Collignon  | Urbain Cancelier        | Michael Habeck       |
| Madame Wallace      | Yolande Moreau          | Inge Solbrig         |
| Dominique Bretodeau | Maurice Bénichou        | Ivar Combrinck       |
| Dominique Bretodeau | Valérie Zarrouk         | Michèle Tichawsky    |
| Alte Frau           | Christiane Bopp         | Ursula Traun         |
| Alter Mann          | Guillaume Viry          | Gerd Potyka          |
| Eva                 | Claude Perron           | Petra Einhoff        |
| Mann auf Foto       | Ticky Holgado           | Ole Pfennig          |
| Pförtnerin          | Marie-Laure Descoureaux | Ruth Küllenberg      |
| Zeitungsfrau        | Frankie Pain            | Anita Höfer          |
| Schriftsteller      | Artus de Penguern       | Michael Schwarzmaier |

## Auszeichnungen
Bei der Verleihung der Césars 2002 gewann Die fabelhafte Welt der Amélie als Bester Film, für die Beste Regie, die Beste Filmmusik sowie Bestes Szenenbild. Er war zudem in neun weiteren Kategorien, darunter Bestes Originaldrehbuch und Audrey Tautou als Beste Hauptdarstellerin, nominiert. Das Syndicat Français de la Critique de Cinéma zeichnete die Produktion ebenfalls als besten französischen Film aus.
Beim Europäischen Filmpreis 2001 gewann der Film in vier Kategorien: Bester europäischer Film, Beste Regie, Beste Kameraführung sowie dem Jameson-Publikumspreis für die Beste Regie. Nominiert war außerdem Audrey Tautou als Beste Darstellerin.
Der Film war 2002 in den fünf Kategorien Bestes Szenenbild, Beste Kamera, Bester fremdsprachiger Film, Bestes Originaldrehbuch und Bester Ton für den Oscar nominiert, konnte sich aber in keiner der Kategorien durchsetzen. Auch bei den Golden Globes war der Film als Bester fremdsprachiger Film nominiert. Auszeichnungen in derselben Kategorie erhielt der Film unter anderem bei der Guldbagge-Verleihung, den Independent Spirit Awards und der spanischen Goya-Verleihung. Bei neun Nominierungen gewann der Film 2002 zwei British Academy Film Awards in den Kategorien Bestes Originaldrehbuch und Bestes Szenenbild.
Der Film wurde für zwei Chlotrudis Awards nominiert und gewann in der Kategorie Bester Film (Publikumspreis). Der Film gewann den Prix Lumières für das beste Drehbuch.
Im September 2002 erhielt der Film für über 3 Millionen Kinozuschauer die Goldene Leinwand.
2016 belegte Die fabelhafte Welt der Amélie bei einer Umfrage der BBC zu den 100 bedeutendsten Filmen des 21. Jahrhunderts den 87. Platz.
Die Deutsche Film- und Medienbewertung FBW in Wiesbaden verlieh dem Film das Prädikat „besonders wertvoll“.

## Kritik
Der kommerziell höchst erfolgreiche Film erhielt sowohl in Frankreich als auch international gute Kritiken. Die FAZ schrieb: „‚Die fabelhafte Welt der Amélie‘ macht einfach glücklich.“ Serge Kaganski, ein Autor des französischen Magazins Les Inrockuptibles, warf dem Film vor, er vermittle dem Publikum eine idealisierte Version der französischen Gesellschaft und zeichne das Bild eines durch und durch stilisierten und kitschigen Paris. Es scheine darüber hinaus zur Strategie des Regisseurs zu gehören, dass insbesondere ethnische Minderheiten und Homosexuelle in dem Film kaum repräsentiert werden, obwohl gerade diese Bevölkerungsgruppen das Stadtbild des 18. Arrondissement, in dem der Film spielt, im Alltag prägen. Kaganskis Kritik gipfelte in dem Vorwurf, „Amélie“ sei ein Werbeclip für Le Pen. Sowohl der Regisseur Jeunet als auch der Schauspieler Mathieu Kassovitz wiesen diese Kritik entschieden zurück.
In den offiziellen Wettbewerb der Internationalen Filmfestspiele von Cannes 2001 gelangte der Film nicht, da der für die Filmauswahl verantwortliche Gilles Jacob ihn nach eigenen Angaben „uninteressant“ fand. Dies sorgte für eine größere öffentliche Debatte, da die Ablehnung vielerorts als Widerspruch zum großen medialen Interesse an dem Film und als Entscheidung „gegen das Publikum“ interpretiert wurde. Jean-Pierre Jeunet reagierte auf die Ablehnung, indem er den Kinostart des Films vorziehen ließ; „Amélie“ lief nun parallel zum laufenden Festival.

## DVDs und Blu-rays zum Film
- Auf DVD sind mehrere Editionen (teilweise in Sonderverpackung) erhältlich.
- Die Blu-ray wurde am 25. März 2010 durch Universal Pictures veröffentlicht.

## Musical-Adaption
Im Jahr 2015 hatte im Berkeley Repertory Theatre in Berkeley (USA) eine Musical-Adaption Premiere. Die Musik komponierte Daniel Messé, der auch zusammen mit Nathan Tysen die Songtexte schrieb. Das Drehbuch stammt von Craig Lucas. Die Europa-Premiere des Musicals fand 2019 im Werk7 Theater in München statt.